# Digital Farm Animals
Nicholas Gale (1988. július 3. –), művésznevén Digital Farm Animals, angol DJ, énekes, dalszerző, remixer és producer.

## Karrier
Digital Farm Animals dolgozott producerként és keverőként többek között olyan előadókkal, mint Noah Cyrus, Dua Lipa, Danny Ocean, Becky G, Alan Walker, Hailee Steinfeld, Jason Derulo, Galantis, will.i.am, Little Mix, Rvssian, Louisa Johnson, R. Kelly, Nelly, Marlon Roudette, Anne-Marie, INNA, Kain Rivers, Blonde, Louis Tomlinson, KSI, Annika Rose, Craig David és Sigma. Ezek mellett DJ volt a Knife Party, a Chase & Status és a Netsky koncertjein. 2015-ben aláírt Simon Cowell Syco Entertainment kiadójához.

## Diszkográfia

### Kislemezek

#### Fő előadóként
| Cím                                                       | Év   | Slágerlisták | Slágerlisták | Slágerlisták | Slágerlisták | Slágerlisták | Slágerlisták | Album                         |
| Cím                                                       | Év   | UK           | HUN          | CAN          | NL           | SWE          | USDance      | Album                         |
| --------------------------------------------------------- | ---- | ------------ | ------------ | ------------ | ------------ | ------------ | ------------ | ----------------------------- |
| True                                                      | 2015 | —            | —            | —            | —            | —            | —            | Nem jelent meg albumon        |
| Didn't Know (Yasmin közreműködésével)                     | 2015 | —            | —            | —            | —            | —            | —            | Nem jelent meg albumon        |
| Wanna Know (Youthonix és R. Kelly közreműködésével)       | 2016 | —            | —            | —            | —            | —            | —            | Nem jelent meg albumon        |
| Millionaire (Cash Cash és Nelly közreműködésével)         | 2016 | 25           | —            | —            | 46           | 98           | 22           | Blood, Sweat & 3 Years        |
| Only One (Sigala közreműködésével)                        | 2016 | 53           | —            | —            | —            | 96           | —            | Nem jelent meg albumon        |
| Digital Love (Hailee Steinfeld közreműködésével)          | 2017 | —            | —            | —            | —            | —            |              | Nem jelent meg albumon        |
| Say My Name (Iman közreműködésével)                       | 2018 | —            | —            | —            | —            | —            | —            | Nem jelent meg albumon        |
| Tokyo Nights (Shaun Frank és Dragonette közreműködésével) | 2018 | —            | 32           | 97           | —            | —            | —            | Nem jelent meg albumon        |
| Lookin' For (Danny Ocean közreműködésével)                | 2019 | —            | —            | —            | —            | —            | 45           | Nem jelent meg albumon        |
| Next to You (Becky G és Rvssian közreműködésével)         | 2019 | —            | —            | —            | —            | —            | 34           | Nem jelent meg albumon        |
| Without You Now (AJ Mitchell közreműködésével)            | 2019 | —            | —            | —            | —            | —            | —            | Nem jelent meg albumon        |
| Drowning (Franklin és Sorana közreműködésével)            | 2019 | —            | —            | —            | —            | —            | —            | Nem jelent meg albumon        |
| Summertime Love (Captain Cuts közreműködésével)           | 2019 | —            | —            | —            | —            | —            | —            | Nem jelent meg albumon        |
| Paranoia (Alec King közreműködésével)                     | 2019 | —            | —            | —            | —            | —            | —            | Nem jelent meg albumon        |
| Gold                                                      | 2019 | —            | —            | —            | —            | —            | —            | Nem jelent meg albumon        |
| Ballin' (Gaullin és Tim North közreműködésével)           | 2020 | —            | —            | —            | —            | —            | —            | Nem jelent meg albumon        |
| Undo My Heart (Karen Harding közreműködésével)            | 2020 | —            | —            | —            | —            | —            | —            | Nem jelent meg albumon        |
| Don't Play(Anne-Marie és KSI közreműködésével)            | 2021 | 2            | 20           | —            | —            | —            | 12           | Therapy és All Over the Place |
| Last Night (Harlee)                                       | 2021 | —            | —            | —            | —            | —            | —            | Nem jelent meg albumon        |

#### Közreműködő előadóként
| Cím                                                                                | Év   | Slágerlista | Slágerlista | Slágerlista | Slágerlista | Slágerlista | Slágerlista | Minősítések                                                                                          | Album                  |
| Cím                                                                                | Év   | UK          | AUS         | BEL         | HUN         | US          | USDance     | Minősítések                                                                                          | Album                  |
| ---------------------------------------------------------------------------------- | ---- | ----------- | ----------- | ----------- | ----------- | ----------- | ----------- | --- | ---------------------- |
| Rio (Netsky; Digital Farm Animals közreműködésével)                                | 2015 | 158         | —           | 4           | —           | —           | —           | | 3                      |
| Work It Out (Netsky; Digital Farm Animals közreműködésével)                        | 2016 | 188         | —           | 5           | —           | —           | —           | | 3                      |
| Back to You (Louis Tomlinson; Bebe Rexha és Digital Farm Animals közreműködésével) | 2017 | 8           | 11          | 30          | 4           | 40          | —           | - BPI: Arany - ARIA: 2× Platina - FIMI: Arany - GLF: Arany - MC: Arany - RIAA: Platina - RMNZ: Arany | Nem jelent meg albumon |
| Arms Around Me (Hook n Sling, Digital Farm Animals közreműködésével)               | 2017 | —           | —           | —           | —           | —           | —           | | Nem jelent meg albumon |
| All Falls Down (Alan Walker; Noah Cyrus és Digital Farm Animals közreműködésével)  | 2017 | 87          | 95          | 47          | 27          | —           | 11          | - ARIA: Arany - MC: Platina                                                                          | Different World        |
| Really Love(KSI; Craig David és Digital Farm Animals közreműködésével)             | 2020 | 3           | —           | —           | 25          | —           | 17          | - BPI: Ezüst                                                                                         | All Over the Place     |
| Home Sweet Home (Sam Feldt; Alma és Digital Farm Animals közreműködésével)         | 2020 | —           | —           | —           | —           | —           | —           | | Home Sweet Home        |

### Dalszerzőként és producerként
| Cím                                                                 | Év   | Előadó(k)         | Album                                       | Szerep                             | További dalszerzők | További producerek                                                                            |
| ------------------------------------------------------------------- | ---- | ----------------- | ------------------------------------------- | ---------------------------------- | --- | --------------------------------------------------------------------------------------------- |
| Rio (Netsky; Digital Farm Animals közreműködésével)                 | 2015 | Netsky            | III                                         | Közreműködő előadó/Szerző          | Boris Daenen | -                                                                                             |
| All That Love (Anne-Marie közreműködésével)                         | 2015 | Rudimental        | We the Generation                           | Szerző                             | Amir Amor, Kesi Dryden, Piers Aggett, Leon Rolle, James Newman, Johnny Ghostwriter Harris, Wayne Hector, Julie Frost                                                                 | -                                                                                             |
| Be the One                                                          | 2015 | Dua Lipa          | Dua Lipa                                    | Szerző/Producer                    | Lucy Taylor, Jack Tarrant | Jack Tarrant                                                                                  |
| Devilish                                                            | 2016 | Alex Newell       | POWER EP                                    | Szerző/Producer                    | Ollie Green | -                                                                                             |
| No Money                                                            | 2016 | Galantis          | The Aviary                                  | Szerző/producer                    | Christian Karlsson, Linus Eklow, Jimmy Svidden Koitzsch, Henrik Jonback, Andrew Bullimore                                                                                            | Galantis, Svidden, Henrik Jonback, Andrew Bullimore                                           |
| Leave It Alone (Saint Raymond közreműködésével)                     | 2016 | Netsky            | III                                         | Szerző/producer                    | Boris Daenen, Hanni Ibrahim | Netsky                                                                                        |
| Go 2                                                                | 2016 | Netsky            | III                                         | Szerző/producer                    | Boris Daenen | Netsky                                                                                        |
| Wild                                                                | 2016 | Jones             | New Skin                                    | Szerző/Producer                    | Cherie Jones-Mattis, Alexander Davies, Benjamin Francis Leftwich | Alexander Davies                                                                              |
| Stay Together                                                       | 2017 | Noah Cyrus        | Nem jelent meg albumon                      | Szerző/Producer                    | Noah Cyrus, Emily Schwartz, Brittany Burton | Hudson Mohawke, Jenna Andrews, Chris O'Ryan                                                   |
| In Your Arms Tonight (Mark Villa közreműködésével)                  | 2017 | Jonas Blue        | Jonas Blue: Electronic Nature –The Mix 2017 | Szerző                             | Guy James Robin, Martinus Haasse | -                                                                                             |
| Back to You (Digital Farm Animals és Bebe Rexha közreműködésével)   | 2017 | Louis Tomlinson   | Nem jelent meg albumon                      | Közreműködő előadó/Szerző/Producer | Louis Tomlinson, Richard Boardman, Pablo Bowman, Sarah Blanchard | The Six, Tommy Danvers                                                                        |
| Personal (Maggie Lindemann közreműködésével)                        | 2017 | The Vamps         | Night & Day                                 | Szerző/producer                    | Brad Simpson, James McVey, Connor Ball, Tristan Evans, Rachel Furner, Samuel Preston, George Tizzard, Richard Parkhouse                                                              | Red Triangle, Sean Meier                                                                      |
| Anywhere                                                            | 2017 | Rita Ora          | Phoenix                                     | Szerző                             | Rita Sahatçiu Ora, Nolan Lambroza, Alexandra Tamposi, Alessandro Lindblad, Andrew Wotman, Brian Lee                                                                                  | -                                                                                             |
| All Falls Down (Noah Cyrus & Digital Farm Animals közreműködésével) | 2017 | Alan Walker       | Different World                             | Közreműködő előadó/Szerző/Producer | Alan Walker, Richard Boardman, Sarah Blanchard, Daniel Boyle, Pablo Bowman, Anders Froen                                                                                             | Alan Walker, The Six, Mood Melodies, Gunnar Greve, Jenna Andrews, Chris O'Ryan, Alex Holmberg |
| Feel Good (Mike Williams közreműködésével)                          | 2018 | Felix Jaehn       | I                                           | Szerző                             | Felix Jaehn, Michael Willemsen, Andrew Bullimore | -                                                                                             |
| Lonely (MAX közreműködésével)                                       | 2018 | Matoma            | One in a Million                            | Szerző/Producer                    | Thomas Lagergren, Richard Boardman, Sarah Blanchard, Pablo Bowman, Daniel Boyle, Cleo Tighe, Eden Anderson, Naomi Miller, Aaron Hibell, Maxwell Schneider                            | Matoma, The Six                                                                               |
| Imagine If                                                          | 2018 | gnash             | We                                          | Szerző/Producer                    | Garrett Nash, Jeremy Reeves, Richard Boardman, Pablo Bowman | Gnash                                                                                         |
| Only You (Little Mix közreműködésével)                              | 2018 | Cheat Codes       | LM5                                         | Szerző/Producer                    | Trevor Dahl, Richard Boardman, Pablo Bowman | Trevor Dahl, Maegan Cottone                                                                   |
| Empty Space                                                         | 2018 | James Arthur      | You                                         | Szerző/Producer                    | James Arthur, Richard Boardman, Pablo Bowman | Mark Crew, Dan Priddy                                                                         |
| Getaway                                                             | 2018 | Syn Cole          | Nem jelent meg albumon                      | Szerző                             | Rene Pais, Jacob Manson, Gina Kushka, Edward Drewett | -                                                                                             |
| Feel the Same                                                       | 2018 | Olly Murs         | You Know I Know                             | Szerző/Producer                    | Oliver Murs, Nile Rodgers, Steve Robson, Edward Drewett, Grace Barker | Steve Robson                                                                                  |
| Falling to Pieces                                                   | 2018 | Rita Ora          | Phoenix                                     | Szerző/Producer                    | Rita Ora, Andrew Wotman, Brian Lee, Oliver Roddigan | Andrew Watt, GA                                                                               |
| Faded                                                               | 2019 | Kain Rivers       | Believe                                     | Producer                           | Polina Gudieva | -                                                                                             |
| We Got Love                                                         | 2019 | Sigala            | Ismeretlen                                  | Szerző                             | Bruce Fielder, Joakim Jarl, Thomas Jules, Anne-Marie Nicholson, Derrick May, Michael James, Gabriella Henderson, Janee Bennett                                                       | -                                                                                             |
| Riding A Wave                                                       | 2020 | Love Fame Tragedy | Nem jelent meg albumon                      | dalszerző/Producer                 | Matthew Murphy | Mark Crew, Dan Priddy                                                                         |
| Stay All Night                                                      | 2020 | Alma              | Nem jelent meg albumon                      | Producer                           | Alexsej Vlasenko, Alma Miettinen, Henrik Meinke, Jeremy Chacon, Jonas Kalisch, Maria Karolina Hazell, Vincent Kottkamp                                                               | Hitimpulse, Novaa, Matt Zara                                                                  |
| Before I Go                                                         | 2020 | Mimi Webb         | Nem jelent meg albumon                      | dalszerző/Producer                 | Mimi Webb, Rory Adams | Matt Zara                                                                                     |
| Loser                                                               | 2020 | Alma              | Nem jelent meg albumon                      | dalszerző/Producer                 | Alma Miettinen, Jesse St. John, Lauren Aquilina, Sarah Hudson |                                                                                               |
| LA Money                                                            | 2020 | Alma              | Nem jelent meg albumon                      | dalszerző/Producer                 | Justin Tranter, Alma Miettinen, Sarah Hudson |                                                                                               |
| Losing You                                                          | 2020 | WONHO             | Nem jelent meg albumon                      | dalszerző/Producer                 | Corey Sanders, Jon Maguire, Neil Ormandy, WONHO |                                                                                               |
| Nights With You                                                     | 2020 | Nicky Romero      | Nem jelent meg albumon                      | dalszerző/Producer                 | Pablo Bowman, Richard Boardman, David Straaf, Mischa Samuel Lugthart, Nick Rotteveel                                                                                                 | The Six, Nicky Romero, Mischa Samuel Lugthart                                                 |
| Distance                                                            | 2021 | Mischa Mi, S-X    | Nem jelent meg albumon                      | dalszerző/Producer                 | Mischa Meschi, Sam Gumbley |                                                                                               |
| Really Love                                                         | 2021 | KSI               | All Over The Place                          | dalszerző/producer                 | Aminata Kabba, Craig David, Eugene Nwohia, James Murray, Michael Ashley, Mustafa Omer, Olajide William Olatunji, Paul Newman, Ronald Nwohia, Steve Wickham, Uzoechi Osisioma Emenike | Mojam                                                                                         |
| Don't Play                                                          | 2021 | KSI               | All Over The Place                          | dalszerző/producer                 | Pablo Bowman, Richard Boardman, Andy Murray, Anne-Marie Nicholson, James Murray, Mustafa Omer, Olajide William Olatunji, Sam Gumbley                                                 | Mojam                                                                                         |
| Holiday                                                             | 2021 | KSI               | All Over The Place                          | dalszerző                          | KSI, Jake Gosling |                                                                                               |
| You                                                                 | 2021 | KSI               | All Over The Place                          | Producer                           | KSI, Mojam | Mojam                                                                                         |
| Told You So (Digital Farm Animals Remix)                            | 2021 | Nathan Evans      | Nem jelent meg albumon                      | dalszerző/producer                 | Nathan Evans, Ross Hamilton, Stephen Jukes, Alan Jukes |                                                                                               |